# Reclutamiento militar

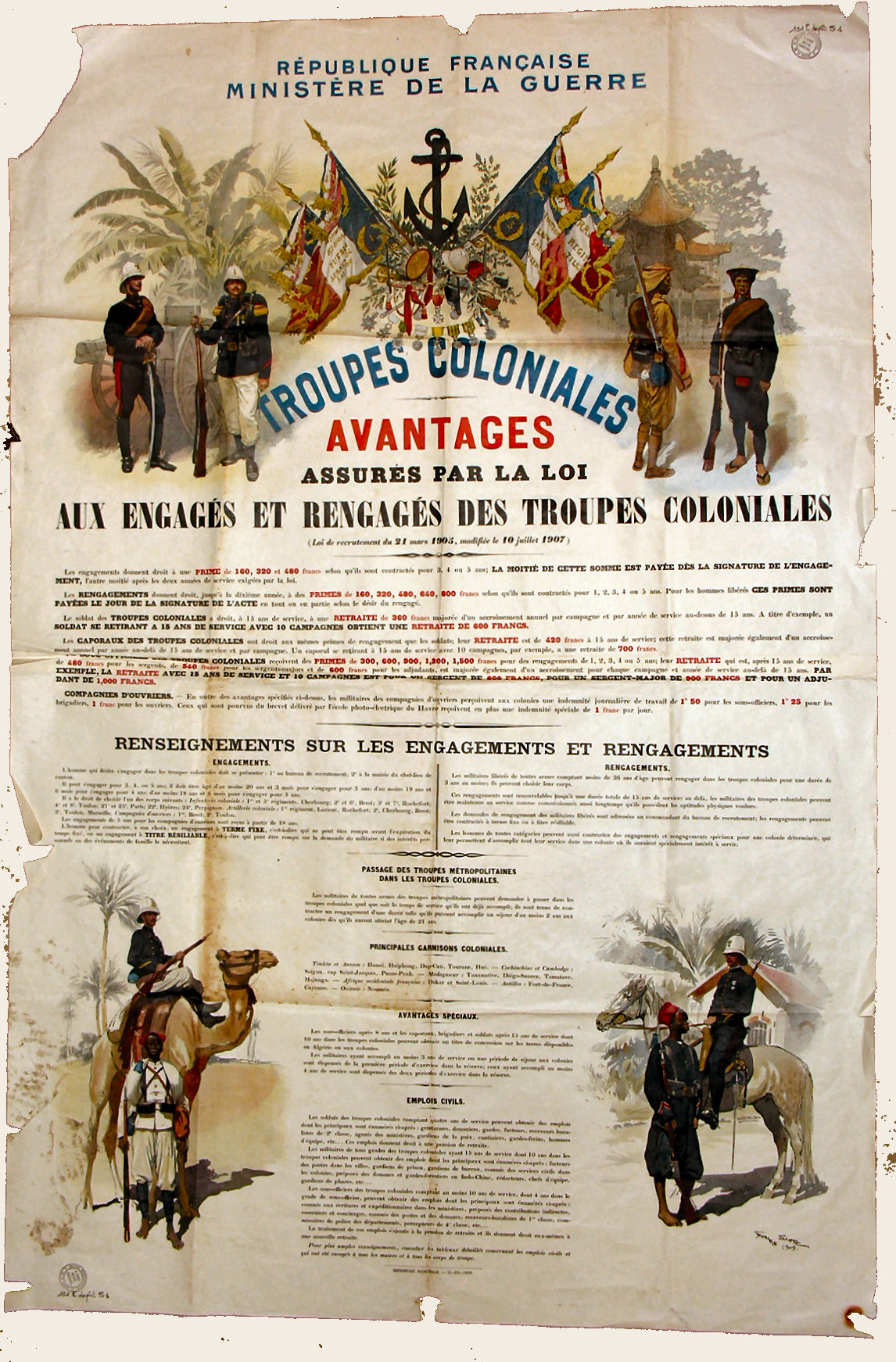
French marines Póster de reclutamiento

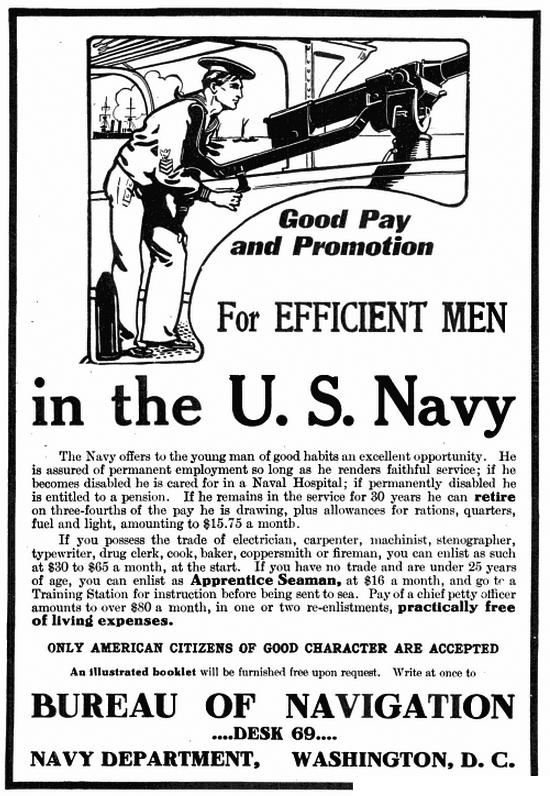
Armada de los Estados Unidos publicidad de reclutamiento en Popular Mechanics, 1908.

El reclutamiento militar es el proceso de selección (reclutamiento) para formar parte de las posiciones militares; esto es, el acto de solicitar gente, usualmente hombres adultos, para unirse al voluntariado militar. El reclutamiento militar involuntario también es conocido como conscripción. Incluso antes de la era donde todos los militares eran voluntarios, el reclutamiento de voluntarios era un componente importante para llenar las posiciones militares, y en los países que tienen abolida la conscripción, es el único medio. Para facilitar este proceso, las fuerzas armadas tienen establecido el reclutamiento de comandos.
El reclutamiento militar puede ser considerado parte de la ciencia militar si se analiza como parte de la historia militar. El adquirir una gran cantidad de fuerzas en un tiempo relativamente corto, especialmente de manera voluntaria, es un fenómeno frecuente en la historia , en contraposición a un desarrollo estable. Un ejemplo muy particular es la regeneración de la fuerza militar del Partido Comunista Chino de una empobrecida fuerza de 8000 siguiendo la Marcha Larga en 1934 con 2,8 millones al final de la guerra civil china 14 años después.
Recientes estudios transculturales sugieren que, a lo largo del mundo, las mismas amplias categorías pueden ser usadas para definir las estrategias del reclutamiento. Estas incluyen: guerra, motivación económica, educación, familia y amigos, política, identidad y factores psicosociales.

## Estrategias militares de reclutamiento en EE. UU. durante tiempo de guerra.

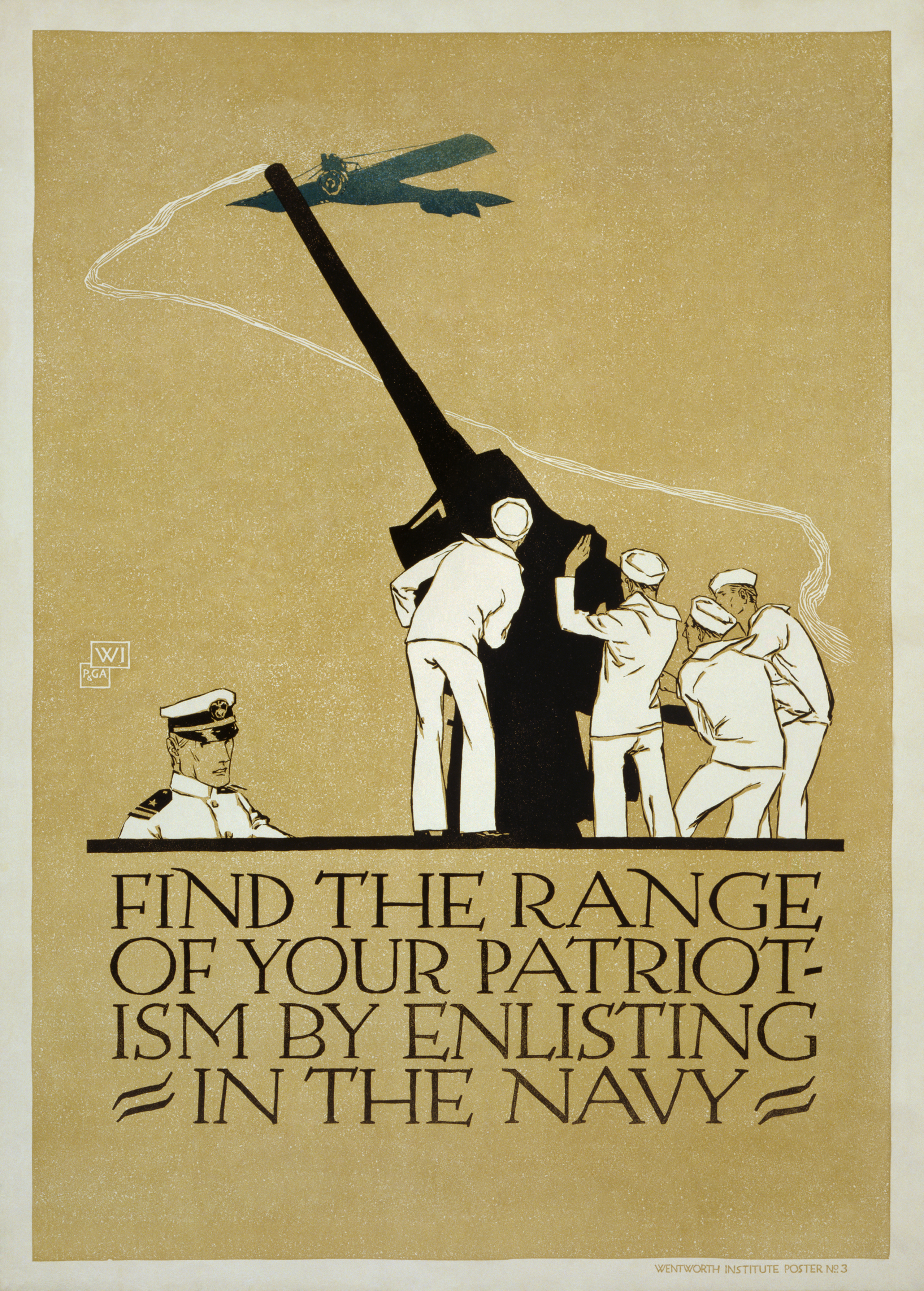
Armada de los Estados Unidos. Cartel de reclutamiento de 1918. Nótese el patriotismo (restaurado digitalmente).

Previo al inicio de la Primera Guerra Mundial, el reclutamiento militar en Estados Unidos de América era conducido primeramente por los Estados individualmente. Sin embargo, al ir avanzando la guerra, el gobierno federal asumió e incrementó su papel.
El aumento del énfasis en el esfuerzo nacional se vio reflejado en los métodos de reclutamiento de la Primera Guerra Mundial. Peter A. Padilla y Mary Riege Laner definieron seis intereses básicos en sus campañas de reclutamiento: patriotismo, trabajo/carrera/educación, aventura/desafío, estatus social, viaje y misceláneo. Entre 1915 y 1918, 42 % de todos los carteles de reclutamiento de la Armada fueron basados primeramente en el patriotismo. Y aunque otros temas -como la aventura y un mejor estatus social- jugarían un mayor papel durante el reclutamiento para la Segunda Guerra Mundial, recurrir al servicio del país de los mismos siguió siendo el punto de venta dominante.

### Reclutamiento sin conscripción
En las repercusiones de la Segunda Guerra Mundial el reclutamiento militar se desplazó significativamente. Sin guerra llamando hombres y mujeres al deber, los Estados Unidos de América reorientaron sus esfuerzos de reclutamiento para presentar la milicia como opción de carrera, y como medio para lograr una educación superior. Una mayoría -55 %- de todos los carteles de reclutamiento servirían a este fin. Y aunque el tiempo de paz podría no durar, factores como el paso a un voluntariado militar en última instancia mantendrían los esfuerzos de reclutamiento orientados a la carrera en su lugar.  El Departamento de Defensa recurrió al sindicato de televisión como a un aviso de reclutamiento de 1957-1960 con un show filmado, Country Style, USA.
El 20 de febrero de 1970, el presidente de la comisión de todo el voluntariado de la fuerza armada aceptó por unanimidad que los Estados Unidos de América serían mejor servidos por todo el voluntariado militar. Para apoyar esta recomendación, el comité notó que los esfuerzos para el reclutamiento tendrían que ser intensificados, al igual que los nuevos enlistados tendrían que ser convencidos en lugar de conscriptos. De manera similar, la era posterior a la Segunda Guerra Mundial, estas nuevas campañas pusieron un mayor énfasis en la oportunidad de trabajo. Como tal, el comité recomendó un “aumento en compensación básica y condiciones de servicio, pago de capacidad, y un acelerado ascenso para los mejores cualificados, para hacer las oportunidades de cursar una carrera militar más atractivas”. Estas nuevas directivas se hicieron para ser combinadas con “un intensivo esfuerzo de reclutamiento”. Finalizado en 1973, el reclutamiento de un militar “profesional” fue recibido con éxito. En 1975 y 1976, los enlistamientos militares excedieron las expectativas, con más de 365 000 hombres y mujeres entrando a la milicia. Aunque este puede, en parte, haber sido el resultado de una falta de trabajos civiles durante la recesión, se encuentra, sin embargo el subrayar las maneras en la cual los esfuerzos en reclutamiento respondieron a las circunstancias de aquel tiempo.
En efecto, las recomendaciones hechas por el presidente de la comisión continúan sirviendo en los esfuerzos de reclutamiento de hoy en día. Entendiendo la necesidad de un mayor incentivo individual, el Ejército de EUA ha re-envasado los beneficios del G.I. Bill. Aunque originalmente pretendía ser una compensación por el servicio, el proyecto de ley es ahora visto como una herramienta de reclutamiento. Hoy, el G.I. Bill ya no es una recompensa por el servicio efectuado, sino una inducción al servicio y se ha convertido en una parte significativa de los puestos del reclutador.

### Métodos de reclutamiento
El reclutamiento puede llevarse a cabo por teléfono con listas organizadas, a través de campañas de correo electrónico y por prospección cara a cara. Mientras que la prospección por teléfono es la más eficiente, la prospección cara a cara es la más efectiva. Los reclutas militares continuamente instalan cabinas en parques de atracciones , al igual que en estadios deportivos y otras atracciones. En años recientes los medios sociales han sido usados más comúnmente.

## Reclutamiento militar en el Reino Unido
Durante las dos guerras mundiales y un periodo después de la segunda, el servicio militar era obligatorio para al menos unos cuantos de la población británica. En otras ocasiones, las técnicas que fueron usadas fueron similares a las mencionadas anteriormente. 
La preocupación más prominente a través de los años ha sido la edad mínima de reclutamiento, la cual había sido 16 durante muchos años. Esta ha sido aumentada ahora a 18 en relación con las operaciones de combate. En años recientes ha habido varias preocupaciones acerca de las técnicas usadas en (especialmente) el reclutamiento del Ejército en relación con el retrato de dicha carrera como una agradable aventura.

## Reclutamiento militar en los Estados Unidos de América
Las Fuerzas Armadas estadounidenses han tenido reclutamientos desde el tiempo de las colonias en la década de 1700. Hoy hay miles de oficinas de reclutamiento a lo largo de los Estados Unidos, sirviendo al Ejército, la Armada, el Cuerpo de Marines, la Fuerza Aérea, la Guardia Costera y la Guardia Nacional. 
Las oficinas de reclutamiento normalmente constan de 2 a 8 reclutadores entre los rangos de E-5 y E-7 (aproximadamente sargento y sargento primero, ya que los nombres varían según se trate del Ejército, la Armada, la Fuerza Aérea o los Marines). 
Cuando un potencial aspirante entra en una oficina de reclutamiento se revisan su estatura y peso, y se analiza su historial. Se escanea su huella digital y también se practica un examen ASVAB (siglas en inglés de Examen de Aptitud Vocacional para las Fuerzas Armadas). 
Los aspirantes no pueden tomar juramento oficialmente en la oficina de reclutamiento. Todo esto es llevado a cabo en una Estación de Procesamiento del Ingreso Militar (en inglés Military Entrance and Processing Station, MEPS).

## Reclutamiento militar en India
Desde los tiempos del Raj británico, el reclutamiento en la India ha sido voluntario. Usando la teoría de las razas guerreras (martial race), los británicos reclutaron intensamente para el servicio en la milicia colonial en comunidades seleccionadas.
El Ejército indo-británico del Raj británico fue la fuerza militar de mayor duración de la colonia. Era un ejército voluntario, formado por nativos dirigidos por oficiales británicos. 
El Ejército de la India sirvió como fuerza de seguridad en la India misma y, particularmente durante las dos guerras mundiales.  Cerca de 1.3 millones de hombres sirvieron en la Primera Guerra Mundial. Durante la Segunda Guerra Mundial, el Ejército indio-británico se convertiría en el mayor ejército voluntario de la historia, alcanzando más de 2.5 millones de hombres en agosto de 1945.

## Centros de Reclutamiento
Un Centro de reclutamiento en el Reino Unido, estación de reclutamiento en EUA, u oficina de reclutamiento en Nueva Zelanda, es un edificio usado para reclutar personas en una organización, y es el método más popular del reclutamiento militar. El ejército de los Estados Unidos se refiere a sus oficinas como centros de reclutamiento (2012).

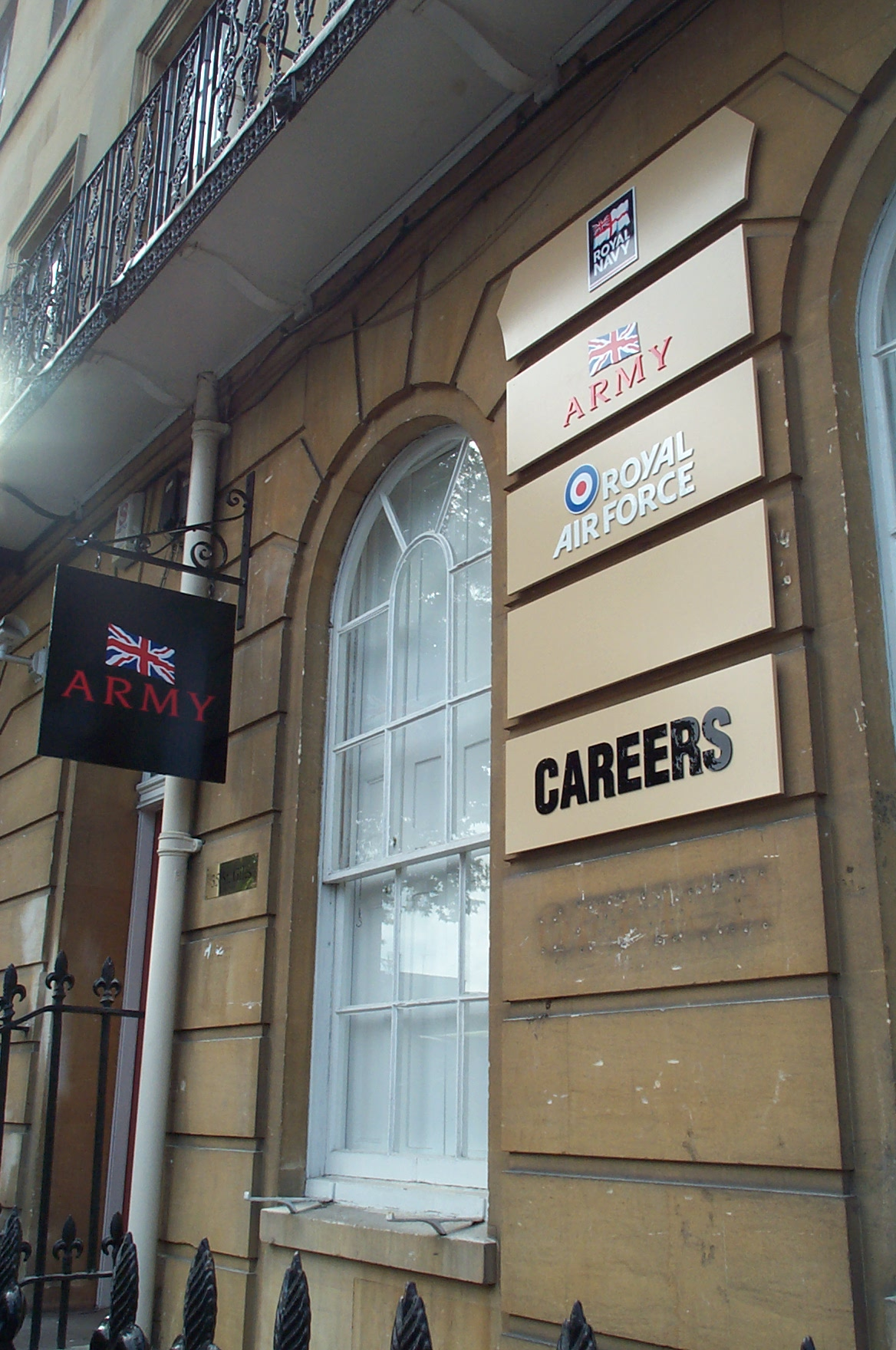
un centro de reclutamiento de la milicia británica en Oxford
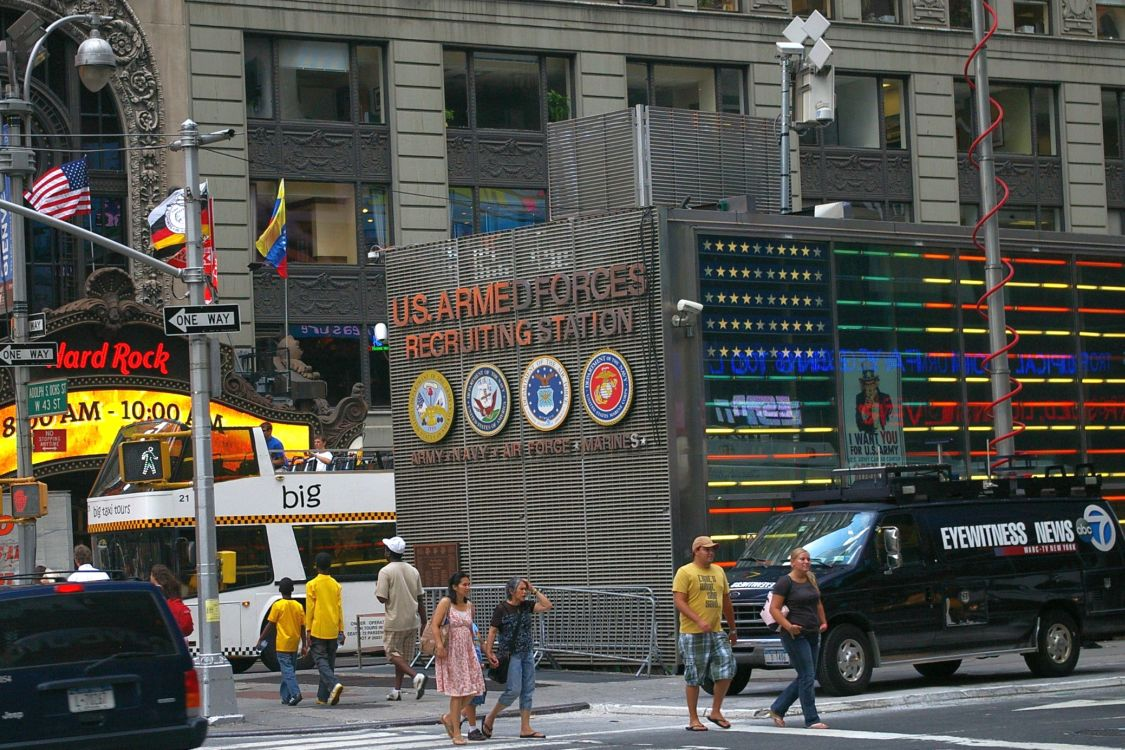
Una estación de reclutamiento del ejército estadounidense en el Times Square, NYC
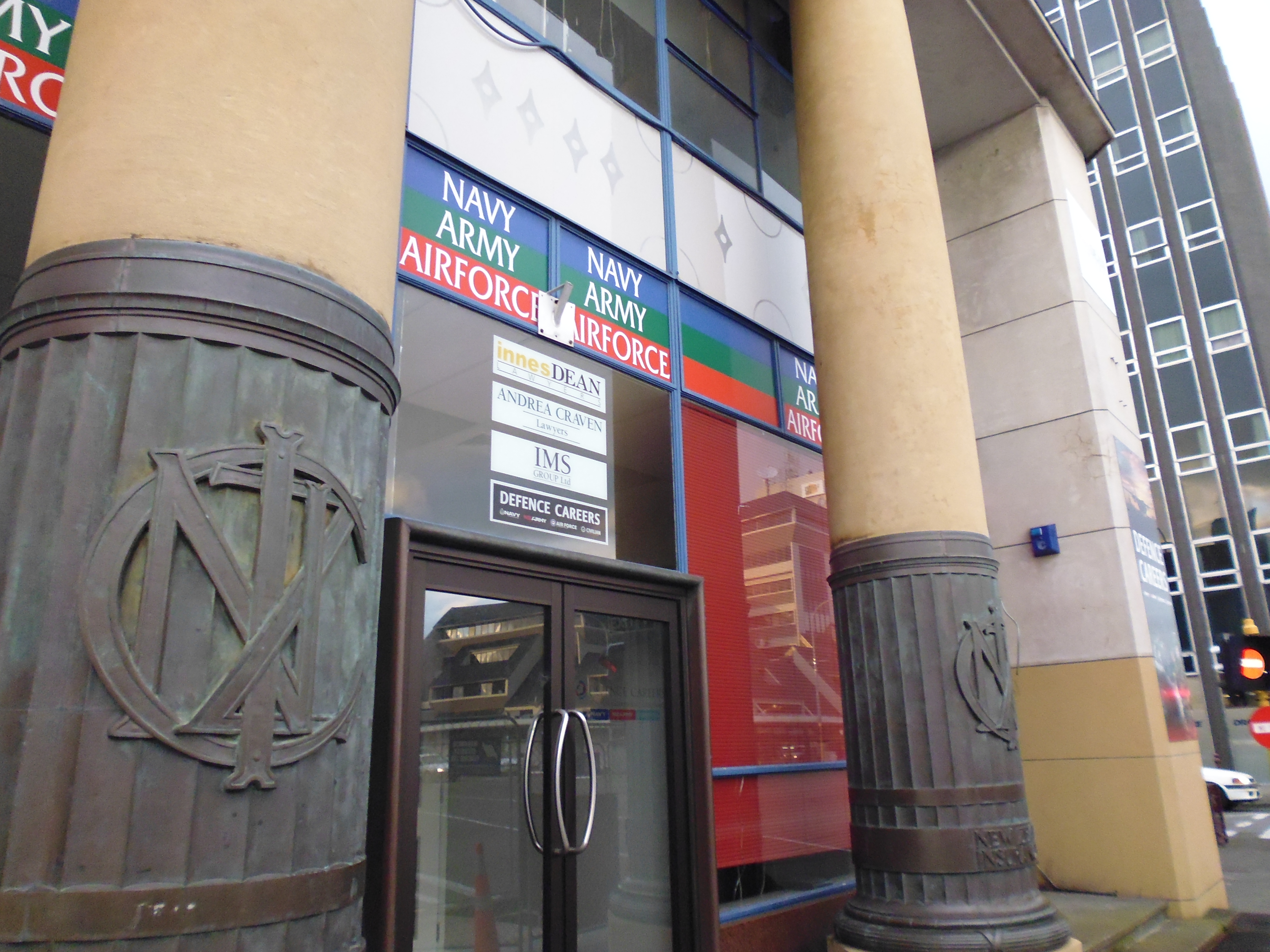
Una oficina de reclutamiento de la fuerza de defensa de Nueva Zelanda en el norte de Palmerston.

## Pósteres de reclutamiento
Un póster de reclutamiento es un póster usado en la publicidad para reclutar gente en una organización, y fue un método popular del reclutamiento militar.

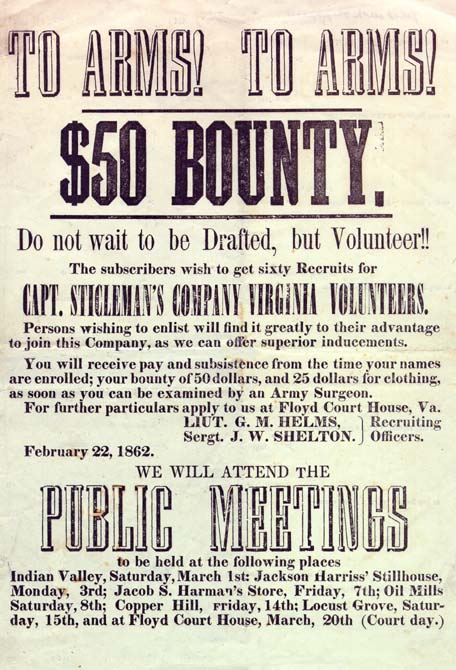
"To Arms! To Arms!" Póster de reclutamiento para  los Estados confederados de América. Floyd County, Virginia, 1862.
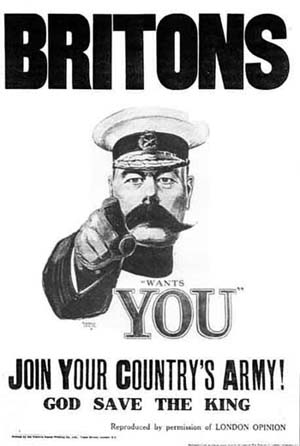
Un póster de reclutamiento de la Primera Guerra Mundial presentando a Lord Kitchener (Ministro de guerra británico)
J. M. Flagg's Uncle Sam reclutó soldados para la  Primera Guerra Mundial, y fue revivido en guerras siguientes. Basado en el anterior poster de Kitchener.
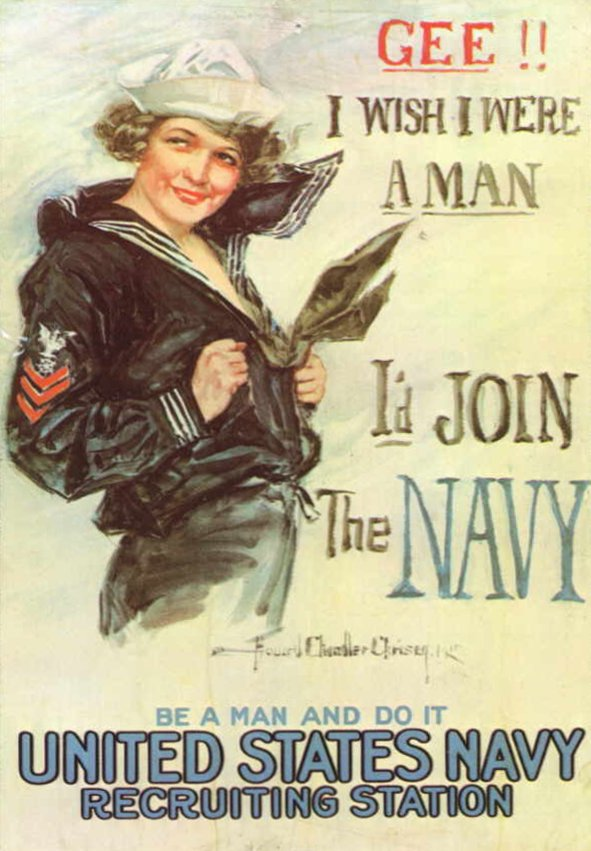
Póster de reclutamiento hecho para y por la naval americana c.1917
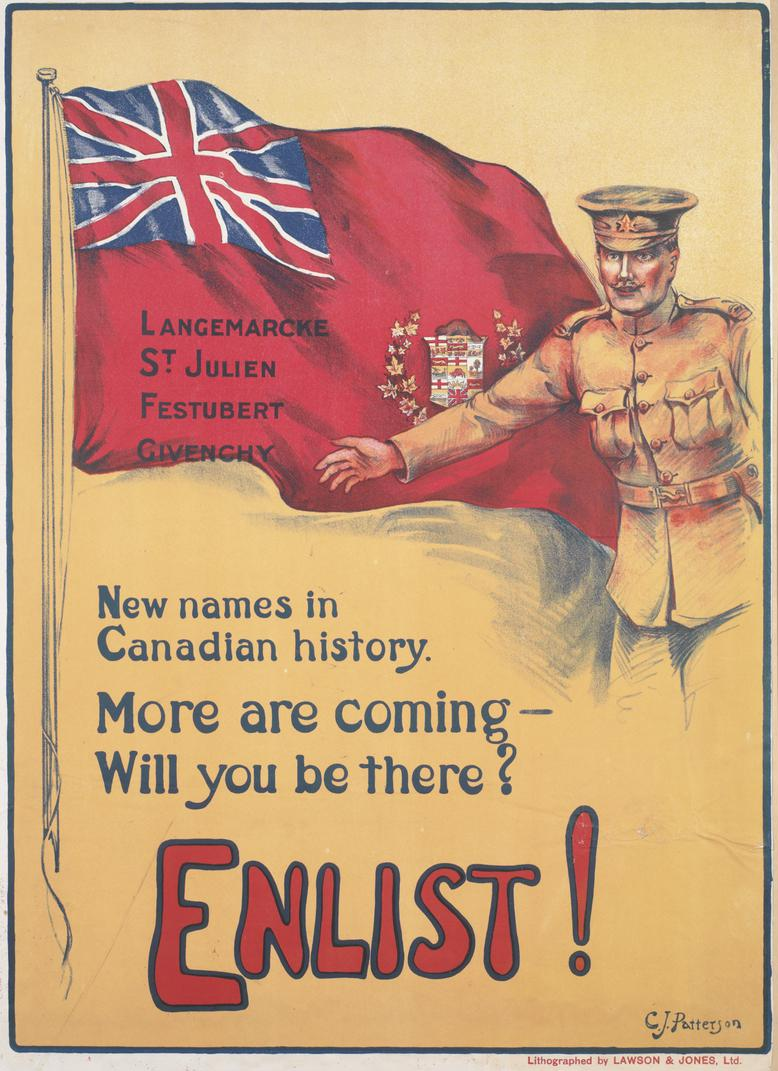
Un póster canadiense hecho para la Primera Guerra Mundial
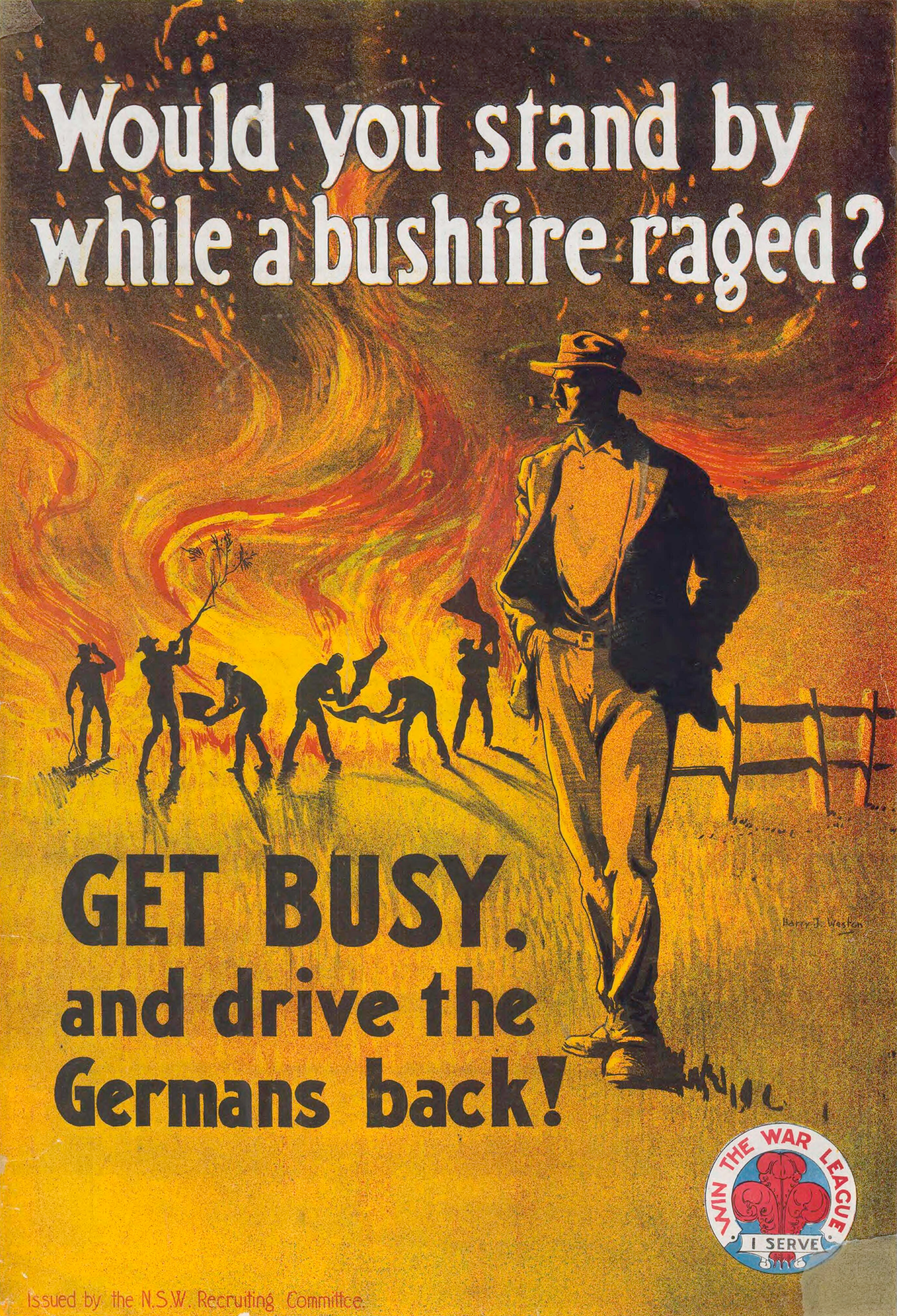
Un póster de reclutamiento australiano para la Primera Guerra Mundial
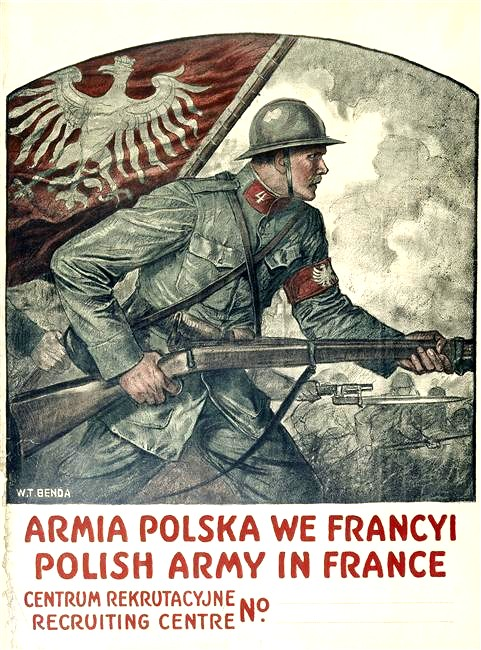
Póster de reclutamiento para el Ejército Polaco en Francia
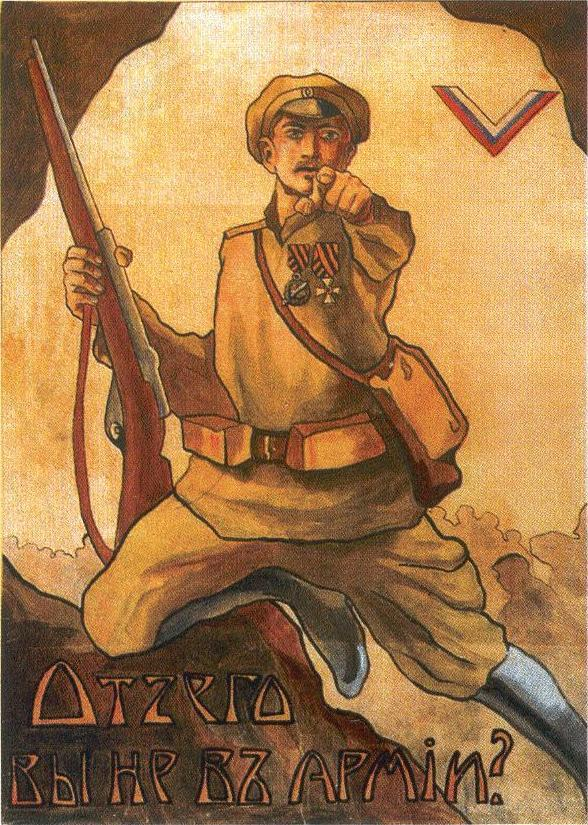
"Why aren't you in the army?" Póster de reclutamiento de la Armada voluntaria durante la guerra civil rusa presentando a Anton Denikin